# Tiberius Gracchus
Tiberius Sempronius Gracchus (în latină: TI·SEMPRONIVS·TI·F·P·N·GRACCVS) (n. 168-163 î.Hr. d. 133 î.Hr.) a fost un politician roman din secolul al II-lea î.Hr. și fratele lui Gaius Gracchus. Ca tribun al plebei, reformele sale asupra legislației agrare au provocat turbulențele politice în Republica Romană. Aceste reforme au amenințat marii proprietari de terenuri bogate din Italia. Într-una din cuvântările sale către cei nevoiași a declarat:
„Fiarele din Italia au vizuini, au bârloguri unde se pot ascunde; dar cei ce luptă și mor pentru apărarea Italiei n-au parte de nimic altceva decât de aer și de lumină. Ei n-au case, n-au așezări statornice și pribegesc împreună cu nevestele și copiii lor.
Iar înaintea bătăliilor generalii îi mint când îi îndeamnă să lupte împotriva dușmanilor pentru morminte și templele lor. Căci nici unul dintre atâția romani nu are un altar părintesc sau vreun mormânt al strămoșilor, ci ei se războiesc și mor pentru desfătările și belșugul altora. Sunt numiți „stăpânii întregii lumi”, dar ei n-au nici măcar o brazdă de pământ al lor.”
El a fost ucis, împreună cu mulți dintre susținătorii lui, de către membrii Senatului roman și susținătorii fracțiunii conservatoare a Optimaților. 